# Gilbert de la Porrée
Gilbert de la Porrée (även Gilbertus Porretanus och Pictaviensis), född 1070 i Poitiers, död där 4 september 1154, var en fransk skolastisk filosof, teolog och biskop av Poitiers.

## Biografi
Gilbert de la Porrée föddes i Poitiers, och var elev till Bernard av Chartres och Anselm av Laon. Efter att ha undervisat i Chartres i bortåt tjugo år, började han 1137 att föreläsa i dialektik och teologi i Paris. Stefan av Alinerre var en av hans elever. År 1141 återvände han till Poitiers och valdes till biskop nästföljande år. 
På grund av hans avvikande uppfattning om treenighetsläran, ådrog sig hans arbeten Kyrkans fördömelse. Vid synoden i Reims 1148, som både Gilbert och Stefan närvarade vid, utfärdades en påvlig sanktion av fyra lärosatser som stod i motsättning till några av Gilberts teser, och hans böcker fördömdes tills de hade korrigerats i enlighet med Kyrkans principer. Gilbert synes ha gett vika i tysthet; han samtyckte till de fyra lärosatserna, och förblev på vänskaplig fot med sina antagonister till sin död.

## Läror
Gilbert är nästan den ende logiker från 1100-talet som citerats av de större skolastikerna i efterföljande tidsåldrar. Hans huvudverk i logik, avhandlingen De sex principiis, betraktades med en vördnad som nästan var likställd den som erkändes Aristoteles, och försåg ett flertal kommentatorer, däribland Albertus Magnus, med material. Med anledning av berömmelsen hans verk åtnjöt, benämner Dante honom Magister sex principiorum. Avhandlingen i sig utgörs av en diskussion om Aristoteles kategorier och behandlar universalierna.
Gilbert urskiljer två klasser av Aristoteles tio kategorier; en essentiell, och den andra derivativ. Essentiellt eller nedärvt (formae inhaerentes) i objekt, är enbart substans, kvantitet, kvalitet och relation i ordets snävare betydelse. De återstående sex kategorierna, tid, plats, handling, passion, position och vana, är relativa och subordinära (formae assistentes). Denna uppställning har visst intresse, men är näppeligen av högre värde, vare sig för logiken eller kunskapsteorin. Viktigare är de teologiska konsekvenserna av denna realism som Gilbert hamnade i.
I kommentarerna till avhandlingen De Trinitate (som förr felaktigt tillskrevs Boethius), går han i sin metafysiska uppfattning längre än författaren, i synnerhet vad beträffar synen på Gud, Treenigheten och primära (absoluta) varan i naturen. Gud är oförståelig, och kategorierna kan inte användas för att bestämma hans existens. I Gud finns ingen distinktion, olikhet eller åtskillnad, medan alla substanser eller ting har en dualitet, som kommer av materiens element. Mellan det rena (absoluta) varat och materien finns idéerna eller formerna, vilka existerar, men utan substans. När dessa former materialiseras, kallas de formae substantiales eller formae nativae; de är tingens essens, och i sig själva har de ingen relation till tingens accidenser. Ting är temporära, formerna eller idéerna är beständiga, Gud är evig. Existensens rena (absoluta) form, genom vilken Gud är Gud, måste begripas åtskild från de tre personerna som är Gud genom att tillsammans materialisera formen. Formen eller essensen är en, men personerna eller substanserna är tre. Det var denna distinktion mellan Deitas eller Divinitas och Deus som orsakade fördömelsen av Gilberts doktrin.